# Eleccions generals sueques de 2018
Les eleccions al Parlament de Suècia del 2018 es van celebrar el 9 de setembre de 2018 a Suècia. Les eleccions donaren com a resultat una situació complicada, amb tres blocs diferents. Segons les dades preliminàries, el partit d'extrema dreta Demòcrates de Suècia avança molt. El Partit Socialdemòcrata de Suècia segueix com el partit més gran però amb el pitjor resultat de la seva història, i també el Partit Moderat (Suècia) (el major partit del bloc centre-dreta) nota un resultat feble.
El 18 de gener de 2019 Stefan Löfven va finalment ser elegit el nou Primer Ministre de Suècia, després que els partits de Centre i Popular Liberal van decidir de no votar-hi en contra. Després es va formar un nou govern de Socialdemòcrates i Verds, i amb un cert suport dels partit de Centre i Popular Liberal. Les quatre partits van signar un acord ("Januariavtalet", 'l'acord de gener') al voltant alguns temes de finançament i d'apostes.

## Resultats
|                            |                                               |           |       |      |           |     |  |  |
| Partits                    | Partits                                       | Vots      | %     | +/–  | Escons    | +/– |  |  |
|                            | Partit Socialdemòcrata Socialdemokraterna     | 1.822.691 | 28,3  | –2,7 | 100 / 349 | 13  |  |  |
|                            | Partit Moderat (Moderaterna)                  | 1.279.192 | 19,8  | –3,5 | 70 / 349  | 14  |  |  |
|                            | Demòcrates de Suècia (Sverigedemokraterna)    | 1.130.832 | 17,5  | +4,7 | 62 / 349  | 13  |  |  |
|                            | Partit de Centre (Centerpartiet)              | 555.567   | 8,6   | +2,5 | 31 / 349  | 9   |  |  |
|                            | Partit de l'Esquerra Vänsterpartiet           | 516.119   | 8,0   | +2,3 | 28 / 349  | 7   |  |  |
|                            | Democristians Kristdemokraterna               | 408.061   | 6,3   | +1,8 | 22 / 349  | 6   |  |  |
|                            | Liberals (Liberalerna )                       | 354.562   | 5,5   | +0,1 | 20 / 349  | 1   |  |  |
|                            | Partit Verd (Miljöpartiet de Gröna)           | 284.931   | 4,4   | –2,5 | 16 / 349  | 9   |  |  |
|                            | Iniciativa Feminista (Feministiskt Initiativ) | 29.551    | 0,5   | –2,7 | 0 / 349   | =   |  |  |
|                            | Altres                                        | 66.911    | 1,0   | -    | 0 / 349   | =   |  |  |
| Blanc i Nuls               | Blanc i Nuls                                  | 83.646    | 1,3   |      |           |     |  |  |
| Total (participació 87,1%) | Total (participació 87,1%)                    | 6.532.063 | 100,0 |      | 349       |     |  |  |
| Font:                      |                                               |           |       |      |           |     |  |  |